# Abtnaundorfer Park

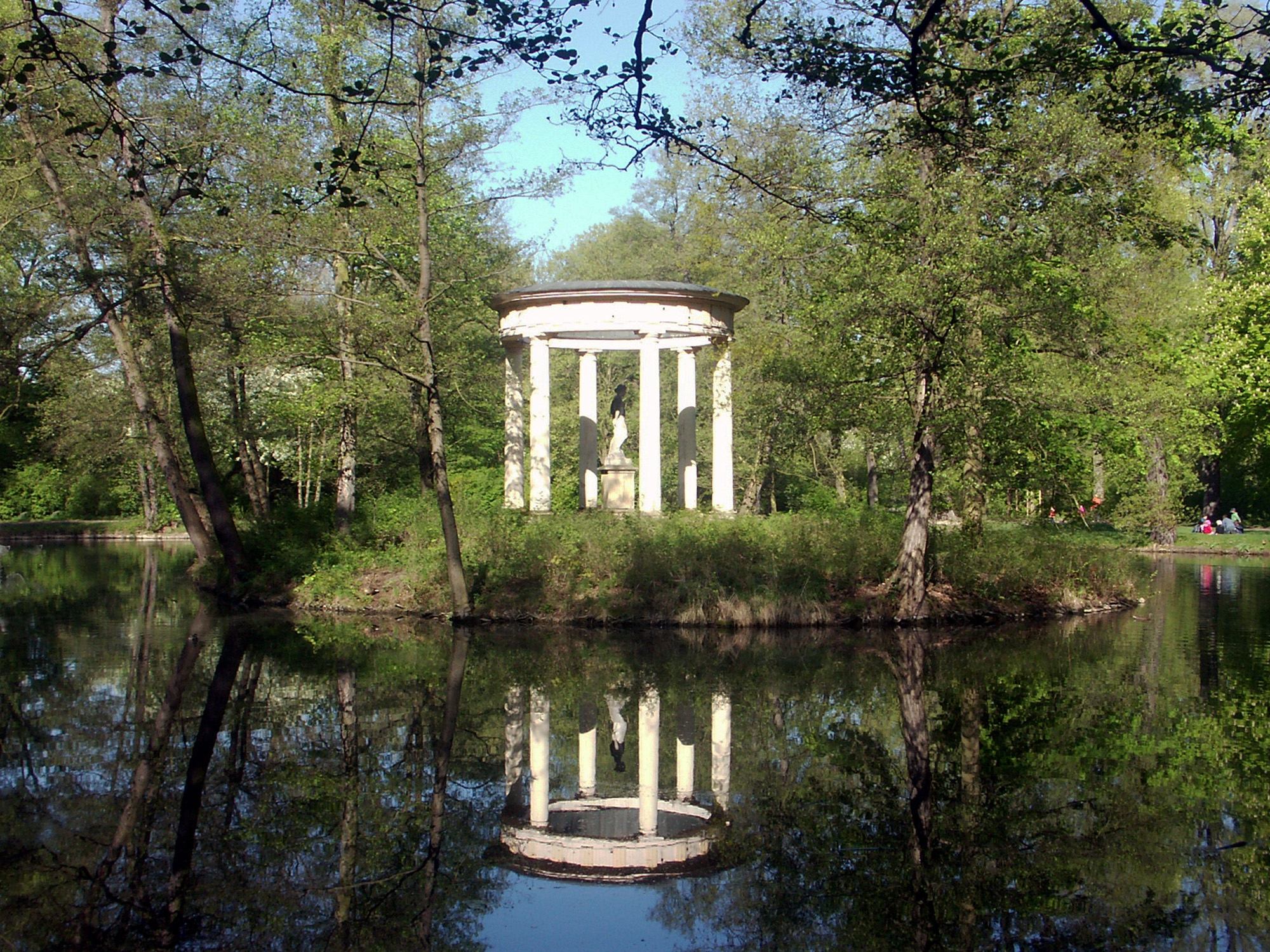
Monopteros im Abtnaundorfer Park

Der Abtnaundorfer Park ist ein Landschaftspark im Ortsteil Schönefeld-Abtnaundorf im Nordosten Leipzigs. Er wurde im 18. Jahrhundert als Rittergutspark angelegt und steht zusammen mit dem später zum Schloss umgebauten Herrenhaus unter Denkmalschutz.

## Lage und Beschreibung
Der Abtnaundorfer Park liegt westlich des Siedlungsgebietes Abtnaundorf. Er wird im Norden und Westen von der im Bogen verlaufenden Parthe begrenzt, im Süden von der Sportschule Ägidius Braun und im Osten von der Abtnaundorfer Straße. Der Park ist im Besitz der Stadt Leipzig. Ein kleiner Teil des Parks um das Schloss ist als Privatbesitz nicht öffentlich zugänglich. Der Park gehört zum Landschaftsschutzgebiet Partheaue-Machern und zum FFH-Gebiet Partheaue.

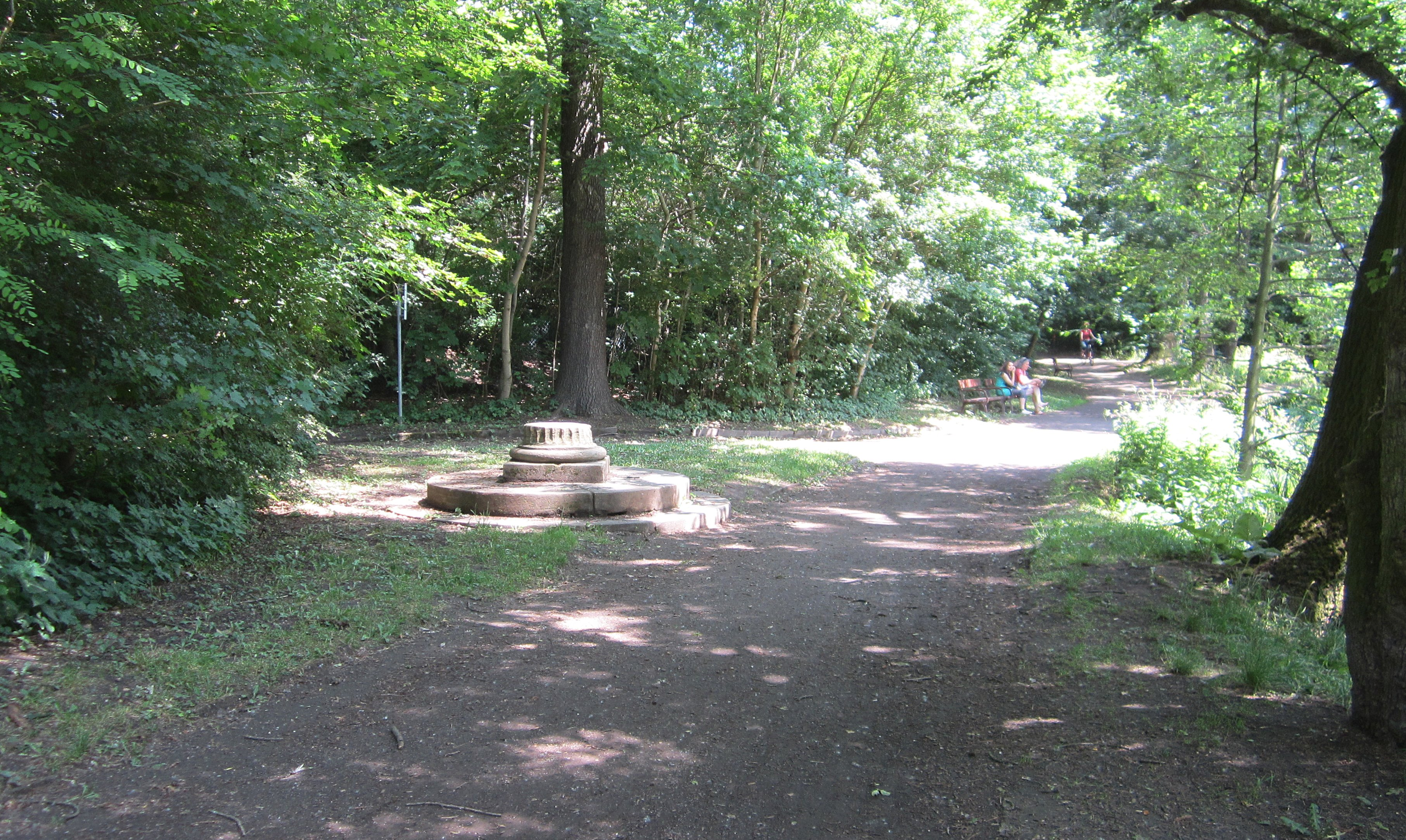
Parkweg mit historischem Denkmalsockel (2015)
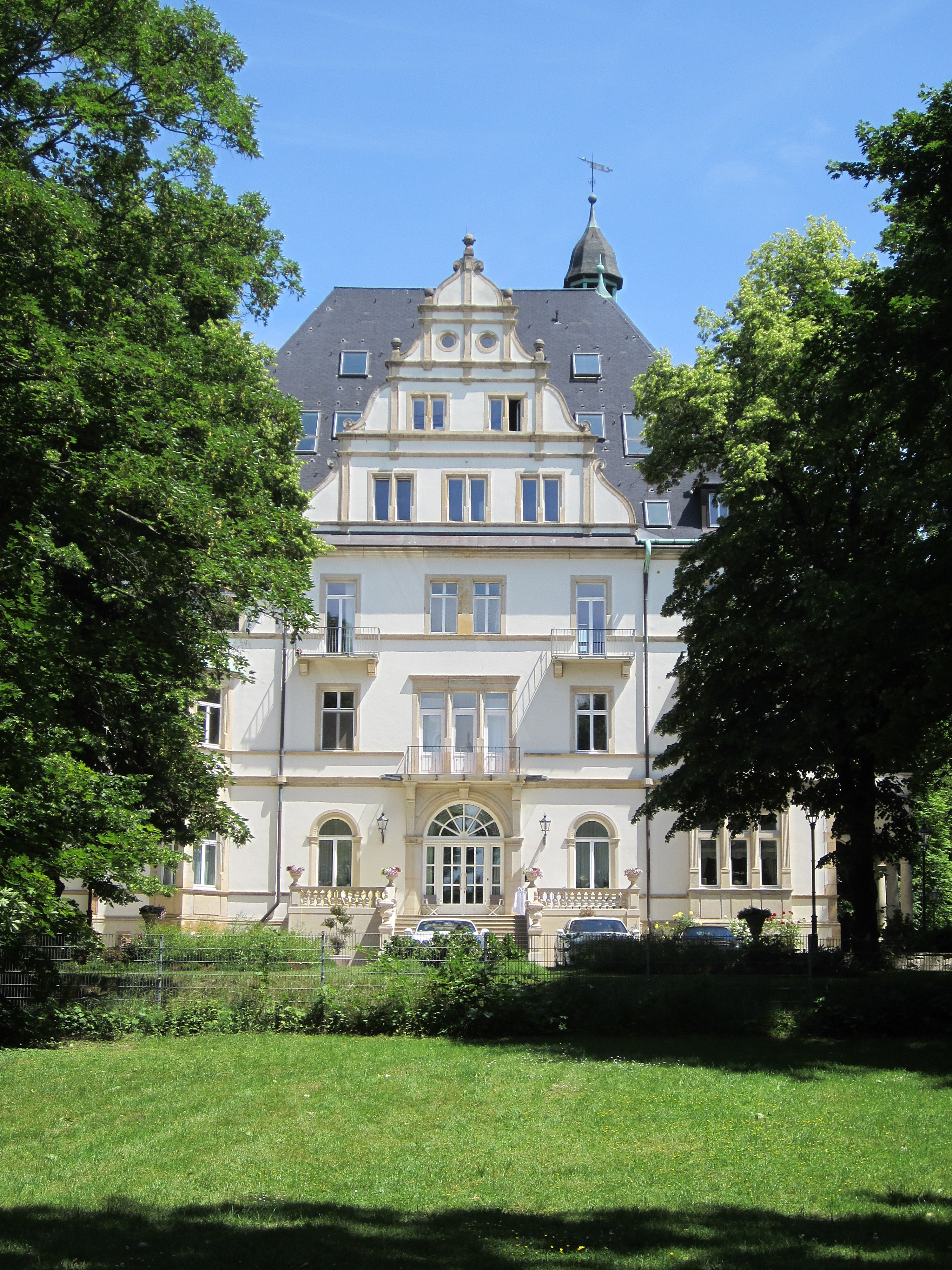
Sichtachse zum Schloss (2015)
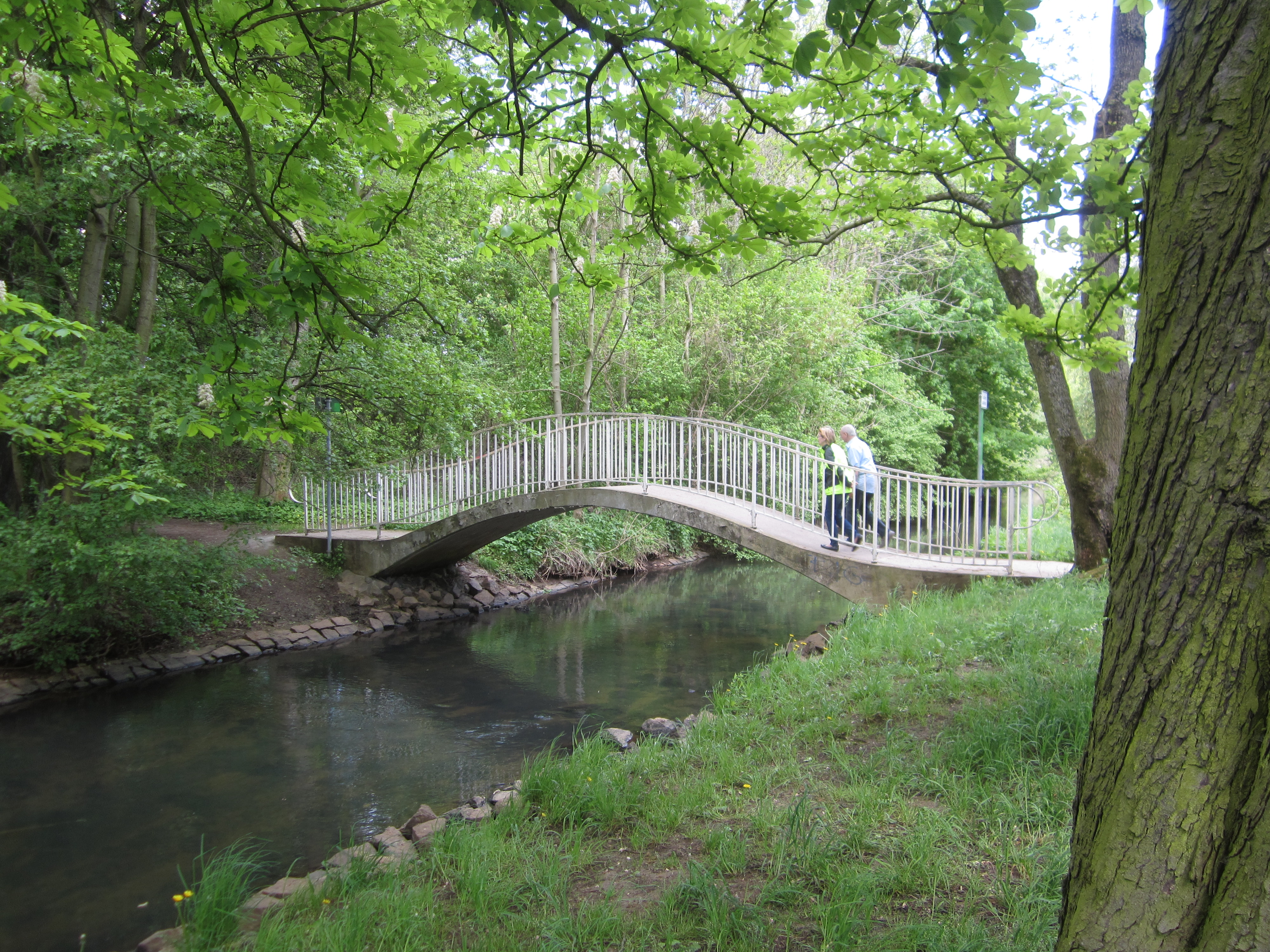
Bogenbrücke über die Parthe (2018)
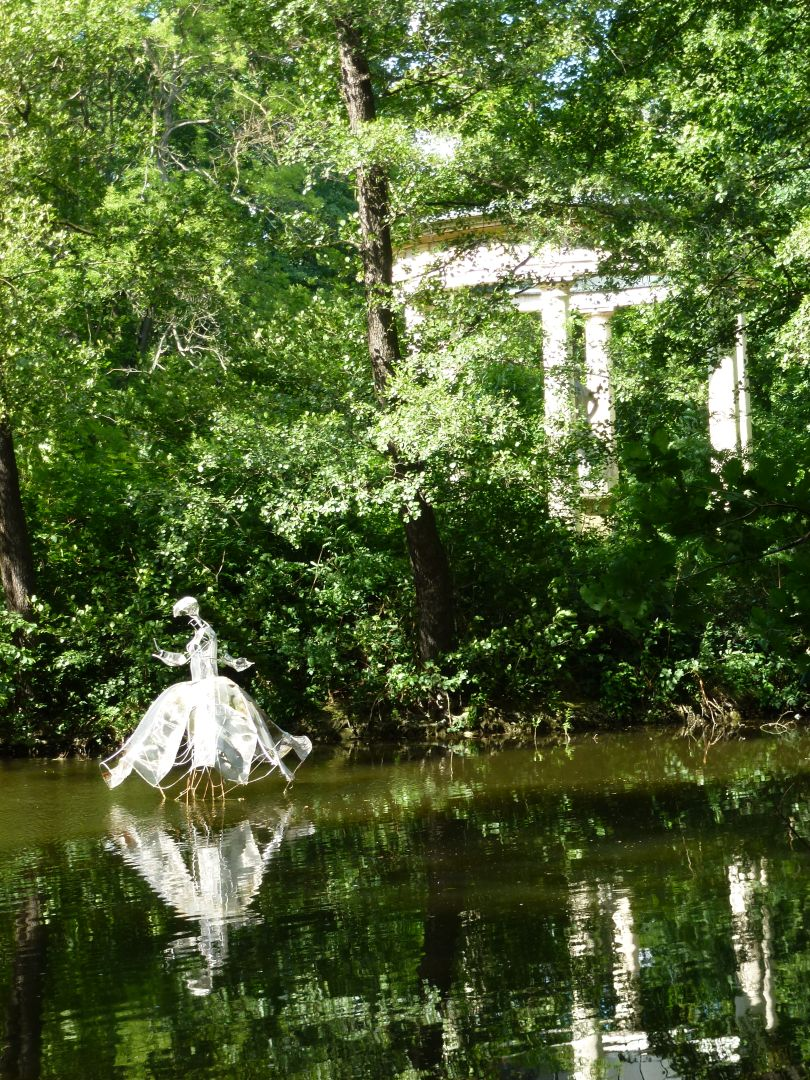
Kunstinstallation „Doppelt hell an dunklen Ufern“ (2012)

Der Park bedeckt eine Fläche von 15,8 Hektar und besitzt Wald- und offene Wiesenflächen. Ein unregelmäßiges Wegenetz durchzieht ihn, wobei der Weg in Parthenähe Teil der Parthe-Mulde-Radroute ist. Zentral im Park befindet sich ein durch zwei Gräben mit der Parthe verbundener 5200 m² großer Teich mit einer Insel von 590 m², die auch Liebesinsel genannt wird. Auf dieser steht ein dachloser Rundtempel (Monopteros) mit einer 1991 vom Leipziger Bildhauer Markus Gläser (* 1960) geschaffenen Frauenfigur anstelle des 1988 zerstörten Fregesteins. Nördlich des Teichs befindet sich ein Kinderspielplatz. Außer dem Monopteros sind nur wenige Elemente der früheren Parkarchitektur erhalten, wie ein Säulenstumpf und die Bogenbrücke über die Parthe. 2007 schuf die Leipziger Künstlerin Franziska Möbius für den Teich die Installation „Doppelt hell an dunklen Ufern“, die aber nur wenige Jahre existierte.

## Geschichte
Im Jahr 1752 erwarb der Leipziger Consistorialassessor Traugott Thomasius (1709–1775) das Rittergut Abtnaundorf und ließ die ersten Arbeiten zur Gestaltung eines Parks ausführen. 1789 übernahm der Leipziger Bankier und Handelsherr Christian Gottlob Frege II (1747–1816) das Anwesen, das bis zu seinem Urenkel Arnold Woldemar von Frege-Weltzien (1841–1916) in Familienbesitz blieb. Während der Thomasiussche Park noch barocke Formen aufwies, ließ Frege sich von den Anlagen in Wörlitz inspirieren und den Park im englischen Stil gestalten. Als Gartenarchitektur entstanden unter anderem ein Badehäuschen, ein japanischer Pavillon mit einer Orangerie und einer Freiluftkegelbahn sowie ein Pavillon auf einer Bogenbrücke. Der Park war nicht öffentlich, aber Frege erlaubte „jedem gesitteten Mann seine Anlagen mit Vergnügen zu besehen“. Einen solchen Besuch beschrieb 1801 Franz Bösching mit beigefügten Kupferstichen von Johann Gottlieb Böttger.

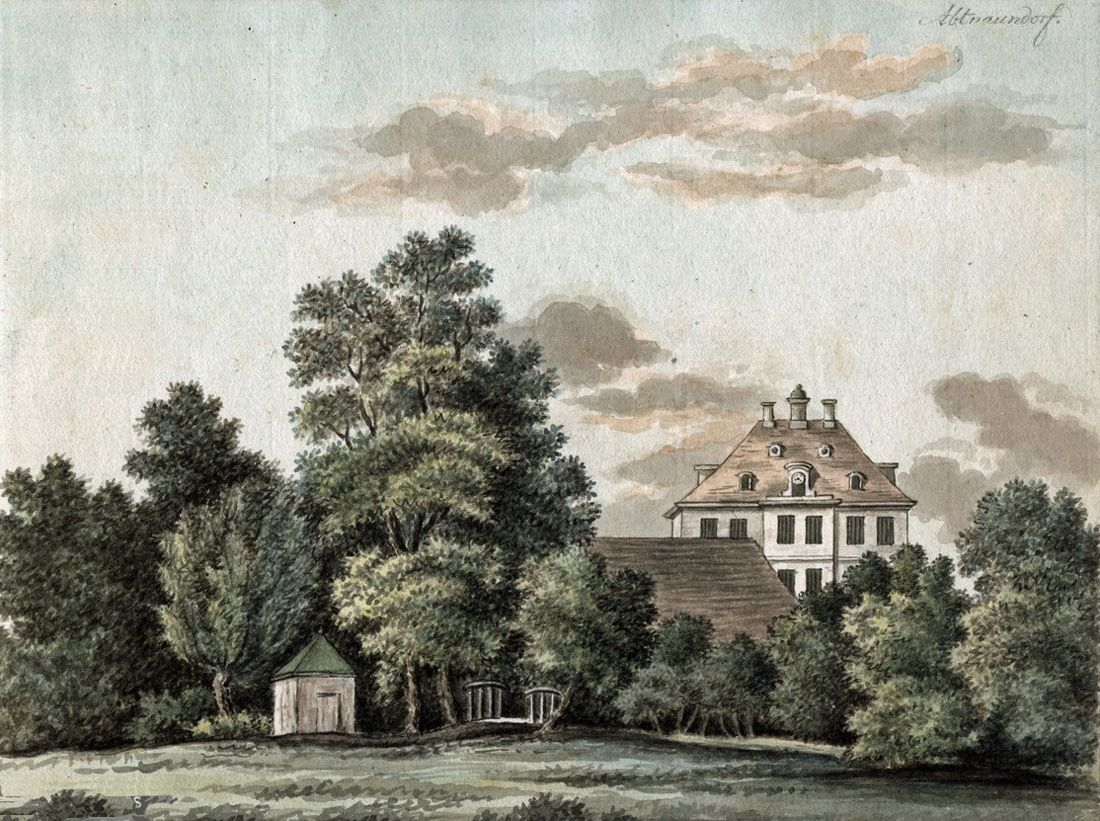
Adam Friedrich Oeser: Abtnaundorf (1790)
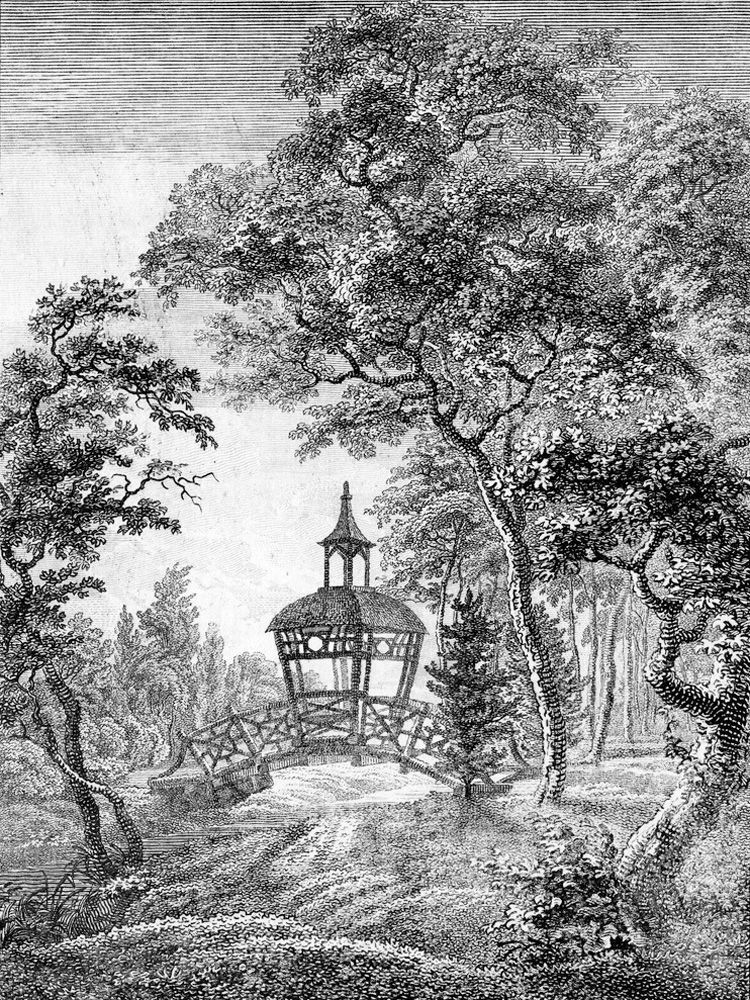
Pavillon auf der Bogenbrücke (1799)
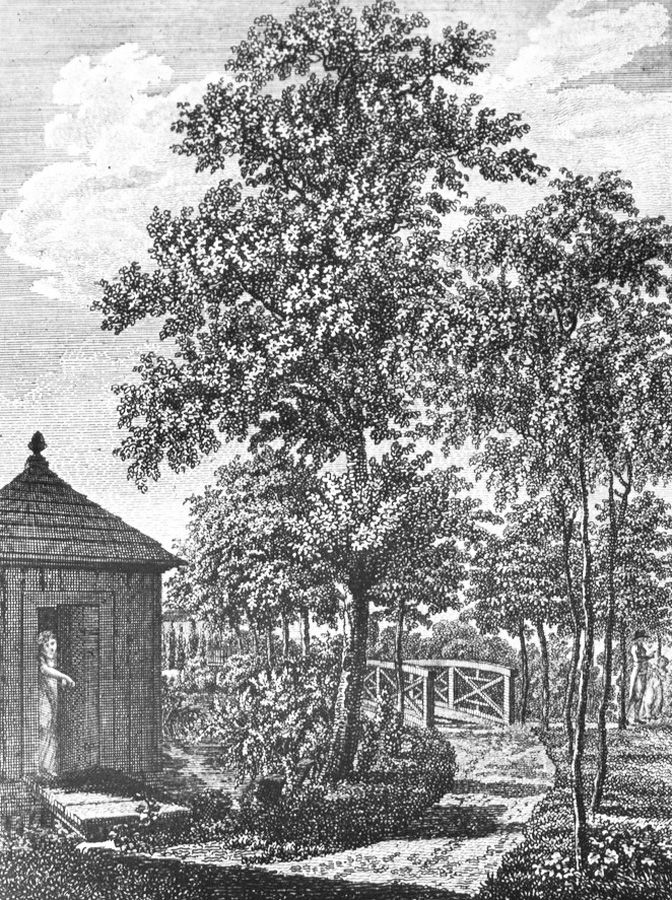
Badehäuschen (1801)
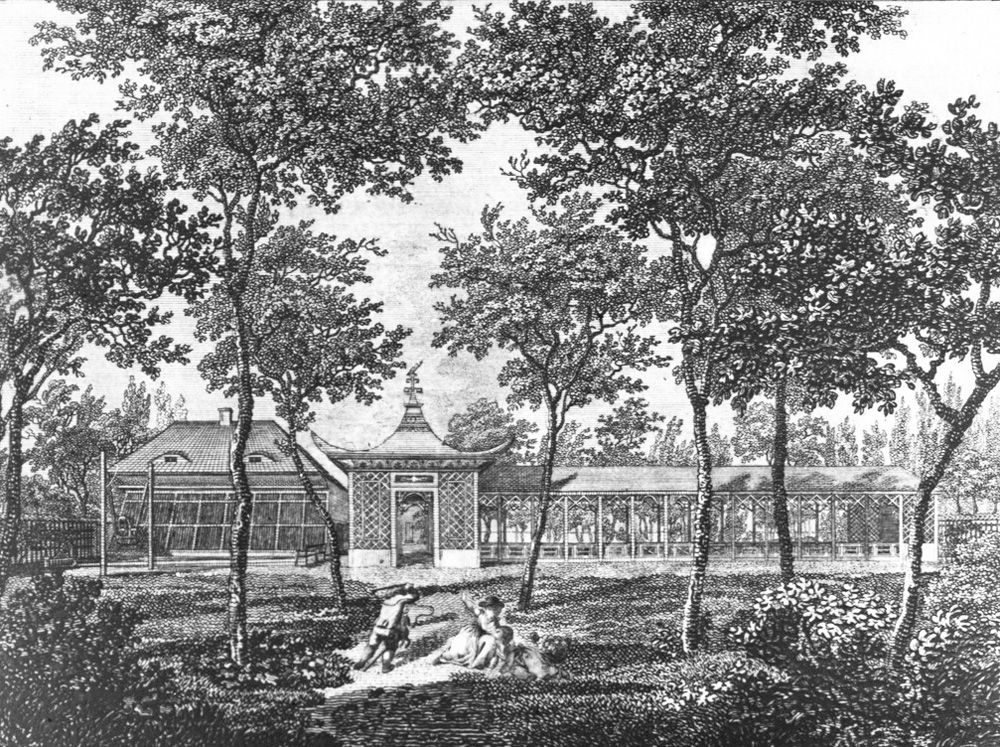
Pavillon mit Orangerie und Kegelbahn (1801)
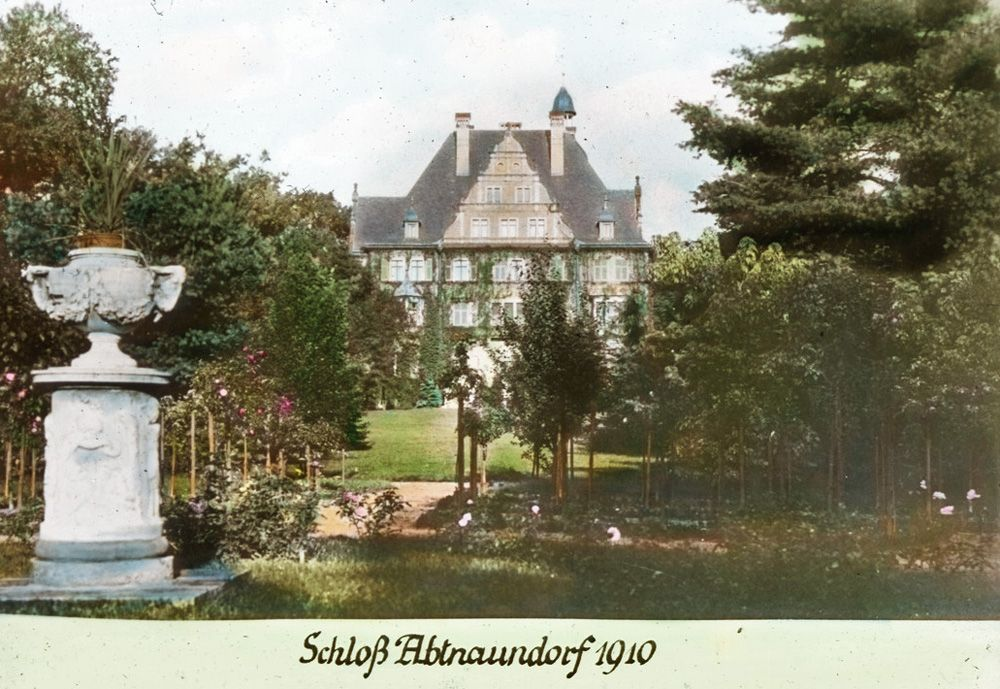
Rosarium und Schloss (1910)
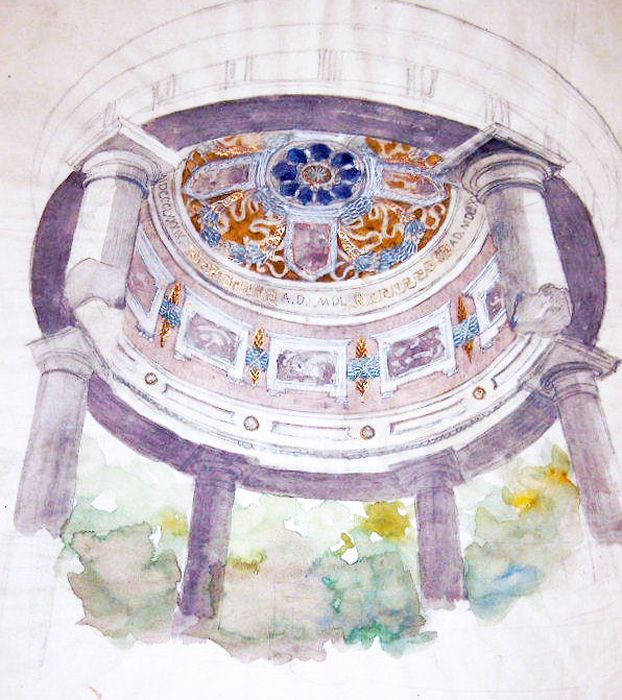
Ehemalige Kuppel des Monopteros (um 1950)

In der Völkerschlacht bei Leipzig 1813 blieb das Herrenhaus unversehrt, der Park aber erlitt große Schäden, die erst nach 20 Jahren vollständig beseitigt waren. In diese Zeit fällt auch die Errichtung des Monopteros. An Prominenten, die im 19. Jahrhundert Abtnaundorf und seinen Park besuchten, sind vor allem Robert Schumann (1810–1856) und seine Frau Clara (1819–1896) zu nennen, die mit Livia Frege (1818–1891) befreundet war. 1866 legte Richard Woldemar von Frege (1811–1890) westlich des Herrenhauses ein Rosarium als Pleasureground an, und sein Sohn Arnold Woldemar ließ 1893 durch den Architekten Peter Dybwad (1859–1921) das Herrenhaus neu errichten, das nun auch Schloss genannt wurde.
Seine Erben verkauften 1920 Gut und Park an die Gebrüder Schlobach, die Besitzer des von ihrem Vater Franz Schlobach (1824–1907) in Böhlitz-Ehrenberg gegründeten Sägewerks. Sie ließen einen Großteil wertvollen Baumbestands für ihr Sägewerk fällen und durch schnellwachsende Schwarzpappeln ersetzen. Bereits nach zwei Jahren verkauften sie die Anlage wieder. Nachbesitzer ließen den Park weiter verkommen.
Während der DDR-Zeit wurde der Kinderspielplatz angelegt und der nunmehr der Stadt gehörende Park zur öffentlichen Nutzung freigegeben, seine Pflege aber zurückhaltend betrieben. Auf Initiative des Leipziger Lehrers Harald Otto gründete sich in den 1980er Jahren ein Parkaktiv zur Pflege und dem Erhalt der Anlage. 2013 wurde von der Stadt Leipzig eine denkmalpflegerische Rahmenzielplanung erstellt und darin formulierte Aufgaben bereits realisiert.